# DDR-Fußballmeisterschaft der Jugend 1985
Die DDR-Fußballmeisterschaft der Jugend 1985 war die 28. Auflage dieses Wettbewerbes, der vom DFV durchgeführt wurde. Wie im Vorjahr wurde der Meister in einem Endrundenturnier ermittelt. Der Wettbewerb begann am 2. Juni 1985 mit der Vorrunde und endete am 16. Juni 1985 mit dem vierten Titelgewinn vom FC Rot-Weiß Erfurt, der im Finale gegen den 1. FC Union Berlin gewann.

## Teilnehmende Mannschaften
An der DDR-Fußballmeisterschaft der Jugend für die Altersklasse (AK) 15/16 nahmen die Bezirksmeister bzw. dessen Vertreter der 15 Bezirke auf dem Gebiet der DDR und der Zweitplatzierte der Ost-Berliner Bezirksmeisterschaft teil. Spielberechtigt waren Spieler bis zum 16. Lebensjahr (Stichtag: 1. Juni 1968).
Für die Meisterschaft qualifizierten sich folgende fünfzehn Bezirksmeister bzw. dessen Vertreter und der Zweite aus Ost-Berlin:
| - Bezirk Rostock F.C. Hansa Rostock - Bezirk Schwerin BSG Hydraulik Parchim - Bezirk Neubrandenburg BSG Lok/Armaturen Prenzlau - Bezirk Potsdam BSG Motor Babelsberg - Ost-Berlin 1. FC Union Berlin Berliner FC Dynamo | - Bezirk Frankfurt (Oder) FC Vorwärts Frankfurt/O. - Bezirk Magdeburg 1. FC Magdeburg - Bezirk Halle Hallescher FC Chemie - Bezirk Leipzig 1. FC Lokomotive Leipzig (TV) - Bezirk Cottbus BSG Energie Cottbus (TV) – Titelverteidiger | - Bezirk Dresden SG Dynamo Dresden - Bezirk Karl-Marx-Stadt BSG Sachsenring Zwickau - Bezirk Erfurt FC Rot-Weiß Erfurt - Bezirk Gera FC Carl Zeiss Jena - Bezirk Suhl BSG WK Schmalkalden |

## Modus
In der Vorrunde wurden die Spiele in vier Staffeln zu je vier Mannschaften nach dem Modus „Jeder gegen Jeden“ ausgetragen. Die vier Staffelsieger ermittelten ab dem Halbfinale auf neutralem Platz den DDR-Meister.

## Vorrunde

### Staffel 1
Spiele
| Datum        |                      | Ergebnis |                      |
| ------------ | -------------------- | -------- | -------------------- |
| So 02. Juni  | BSG Energie Cottbus  | 1:3      | Hallescher FC Chemie |
| So 02. Juni  | FC Carl Zeiss Jena   | 1:5      | SG Dynamo Dresden    |
| Mi 0.5. Juni | BSG Energie Cottbus  | 0:1      | FC Carl Zeiss Jena   |
| Mi 0.5. Juni | Hallescher FC Chemie | 0:1      | SG Dynamo Dresden    |
| So 09. Juni  | SG Dynamo Dresden    | 6:0      | BSG Energie Cottbus  |
| So 09. Juni  | FC Carl Zeiss Jena   | 3:1      | Hallescher FC Chemie |

Abschlusstabelle
| Pl. | Mannschaft           | Sp. | S | U | N | Tore    | Diff. | Punkte |
| --- | -------------------- | --- | - | - | - | ------- | ----- | ------ |
| 1.  | SG Dynamo Dresden    | 3   | 3 | 0 | 0 | 012:100 | +11   | 06:0   |
| 2.  | FC Carl Zeiss Jena   | 3   | 2 | 0 | 1 | 005:600 | −1    | 04:20  |
| 3.  | Hallescher FC Chemie | 3   | 1 | 0 | 2 | 004:500 | −1    | 02:40  |
| 4.  | BSG Energie Cottbus  | 3   | 0 | 0 | 3 | 001:100 | −9    | 0:60   |

### Staffel 2
Spiele
| Datum        |                            | Ergebnis |                            |
| ------------ | -------------------------- | -------- | -------------------------- |
| So 02. Juni  | BSG Lok/Armaturen Prenzlau | 1:6      | FC Vorwärts Frankfurt/O.   |
| Di .11. Juni | F.C. Hansa Rostock         | 0:3      | Berliner FC Dynamo         |
| Mi 0.5. Juni | BSG Lok/Armaturen Prenzlau | 1:7      | F.C. Hansa Rostock         |
| Mi 0.5. Juni | FC Vorwärts Frankfurt/O.   | 1:1      | Berliner FC Dynamo         |
| So 09. Juni  | Berliner FC Dynamo         | 22:00    | BSG Lok/Armaturen Prenzlau |
| So 09. Juni  | F.C. Hansa Rostock         | 3:0      | FC Vorwärts Frankfurt/O.   |

Abschlusstabelle
| Pl. | Mannschaft                 | Sp. | S | U | N | Tore    | Diff. | Punkte |
| --- | -------------------------- | --- | - | - | - | ------- | ----- | ------ |
| 1.  | Berliner FC Dynamo         | 3   | 2 | 1 | 0 | 026:100 | +25   | 05:10  |
| 2.  | F.C. Hansa Rostock         | 3   | 2 | 0 | 1 | 010:400 | +6    | 04:20  |
| 3.  | FC Vorwärts Frankfurt/O.   | 3   | 1 | 1 | 1 | 007:500 | +2    | 03:30  |
| 4.  | BSG Lok/Armaturen Prenzlau | 3   | 0 | 0 | 3 | 002:350 | −33   | 0:60   |

### Staffel 3
Spiele
| Datum        |                       | Ergebnis |                       |
| ------------ | --------------------- | -------- | --------------------- |
| So 02. Juni  | BSG Hydraulik Parchim | 6:2      | BSG Motor Babelsberg  |
| So 02. Juni  | 1. FC Magdeburg       | 1:2      | 1. FC Union Berlin    |
| Mi 0.5. Juni | BSG Hydraulik Parchim | 1:3      | 1. FC Magdeburg       |
| Mi 0.5. Juni | BSG Motor Babelsberg  | 2:5      | 1. FC Union Berlin    |
| So 09. Juni  | 1. FC Union Berlin    | 5:0      | BSG Hydraulik Parchim |
| So 09. Juni  | 1. FC Magdeburg       | :        | BSG Motor Babelsberg  |

Abschlusstabelle
| Pl. | Mannschaft            | Sp. | S | U | N | Tore    | Diff. | Punkte |
| --- | --------------------- | --- | - | - | - | ------- | ----- | ------ |
| 1.  | 1. FC Union Berlin    | 3   | 3 | 0 | 0 | 012:300 | +9    | 06:0   |
| 2.  | 1. FC Magdeburg       | 2   | 1 | 0 | 1 | 004:300 | +1    | 02:20  |
| 3.  | BSG Hydraulik Parchim | 3   | 1 | 0 | 2 | 007:100 | −3    | 02:40  |
| 4.  | BSG Motor Babelsberg  | 2   | 0 | 0 | 2 | 004:110 | −7    | 0:40   |

### Staffel 4
Spiele
| Datum        |                          | Ergebnis |                          |
| ------------ | ------------------------ | -------- | ------------------------ |
| So 02. Juni  | BSG WK Schmalkalden      | 0:4      | FC Rot-Weiß Erfurt       |
| So 02. Juni  | 1. FC Lokomotive Leipzig | 8:0      | BSG Sachsenring Zwickau  |
| Mi 0.5. Juni | BSG WK Schmalkalden      | 0:1      | 1. FC Lokomotive Leipzig |
| Mi 0.5. Juni | FC Rot-Weiß Erfurt       | 5:0      | BSG Sachsenring Zwickau  |
| So 09. Juni  | BSG Sachsenring Zwickau  | 5:0      | BSG WK Schmalkalden      |
| So 09. Juni  | 1. FC Lokomotive Leipzig | 1:4      | FC Rot-Weiß Erfurt       |

Abschlusstabelle
| Pl. | Mannschaft               | Sp. | S | U | N | Tore    | Diff. | Punkte |
| --- | ------------------------ | --- | - | - | - | ------- | ----- | ------ |
| 1.  | FC Rot-Weiß Erfurt       | 3   | 3 | 0 | 0 | 013:100 | +12   | 06:0   |
| 2.  | 1. FC Lokomotive Leipzig | 3   | 2 | 0 | 1 | 010:400 | +6    | 04:20  |
| 3.  | BSG Sachsenring Zwickau  | 3   | 1 | 0 | 2 | 005:130 | −8    | 02:40  |
| 4.  | BSG WK Schmalkalden      | 3   | 0 | 0 | 3 | 000:100 | −10   | 0:60   |

## Halbfinale
Die beiden Halbfinalpartien wurden in Blankenburg (Harz) (Bezirk Magdeburg) ausgetragen.
| Datum       |                    | Ergebnis |                    |
| ----------- | ------------------ | -------- | ------------------ |
| Sa 15. Juni | SG Dynamo Dresden  | 2:4      | FC Rot-Weiß Erfurt |
| Sa 15. Juni | Berliner FC Dynamo | 2:3      | 1. FC Union Berlin |

## Spiel um Platz 3
| Datum       |                   | Ergebnis        |                    | Spielort           |
| ----------- | ----------------- | --------------- | ------------------ | ------------------ |
| So 16. Juni | SG Dynamo Dresden | 2:2 (3:4 i. E.) | Berliner FC Dynamo | Blankenburg (Harz) |

## Finale
| Paarung            | FC Rot-Weiß Erfurt – 1. FC Union Berlin |
| Ergebnis           | 1:0 (0:0) |
| Datum              | Sonntag, 16. Juni 1985 |
| Stadion            | Sportforum, Blankenburg (Harz) |
| Zuschauer          | 200 |
| Schiedsrichter     | Gerd Schukat (Dölbau) |
| Tore               | 1:0 Nauber (69.) |
| FC Rot-Weiß Erfurt | Steffen Kraus – Peter Lehmann – Bunge, Mario Deppe, Schlövogt – Andreas Machowski, Maik Luh, Michael Schwarz – Enrico Nauber, Heiko Wick, Heiko Hoffmann Cheftrainer: Wilfried Krumnow                                                                |
| 1. FC Union Berlin | René Schumann – Torsten Wruck – Olaf Zimmermann, Mirko Rosocha, René Herm – Andreas Nagel, Olaf Naumann (56. Marco Löbig), Alexander Rinke (46. Matthias Zierus) – René Adamczewski, Andreas Halupczok, Michael Weinrich Cheftrainer: Gunnar Heidrich |